# Parmotrema sorediosulphuratum
Parmotrema sorediosulphuratum är en lavart som beskrevs av Eliasaro & Donha. Parmotrema sorediosulphuratum ingår i släktet Parmotrema och familjen Parmeliaceae.   Inga underarter finns listade i Catalogue of Life.